# 西瓦特特奧

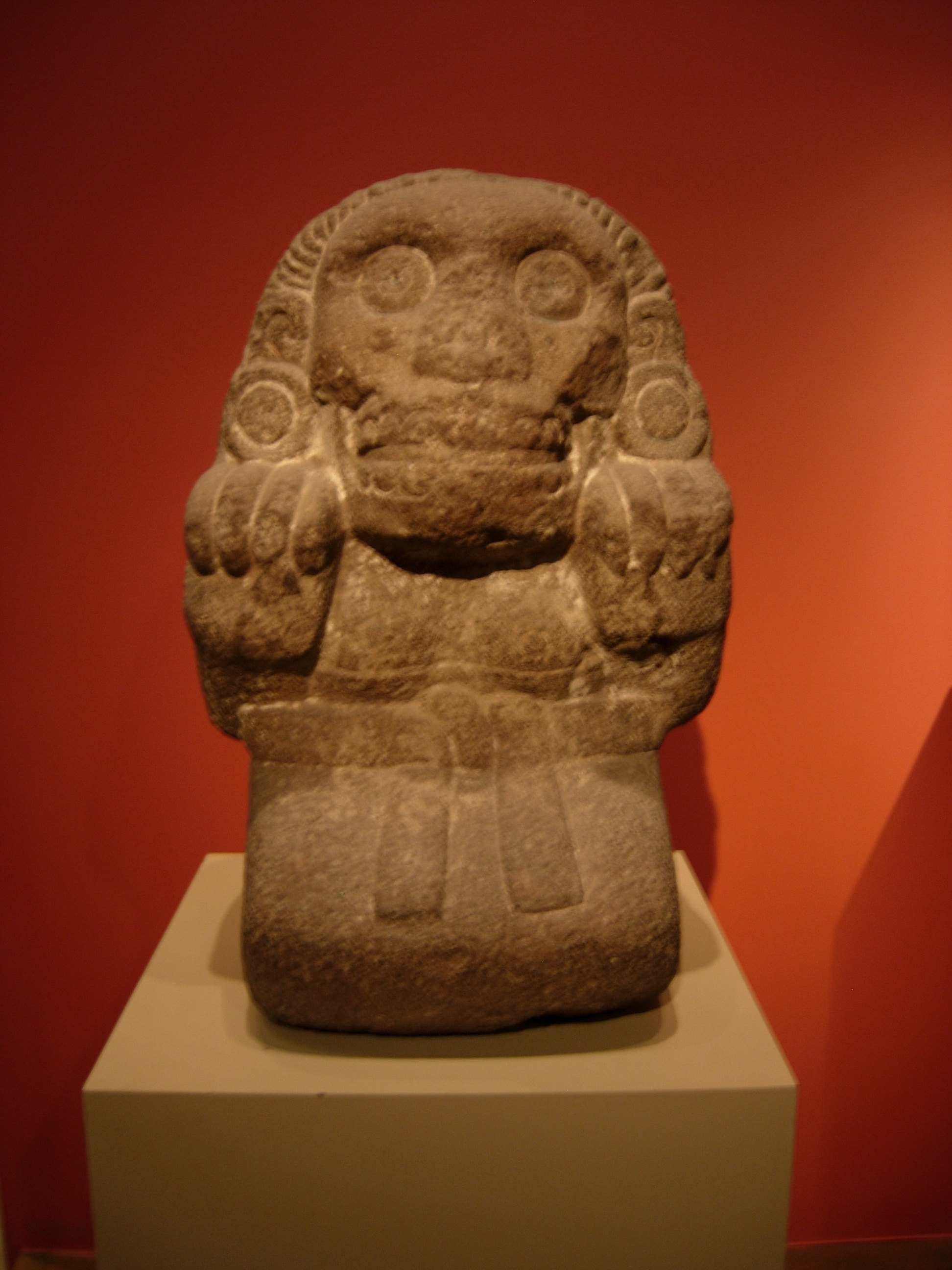
西瓦特特奧的雕像.

西瓦特特奧（Cihuateteo，意為「神姬」。）是產婦的亡靈；因難產而死的婦女會成為西瓦特特奧。生小孩在墨西加人眼中，與戰爭一樣重要，因此死於生產的婦女是很神聖的。戰士們甚至會結伴從她們的屍首上劫走手指，並掛在盾上，以期作戰時帶來勇猛。

## 形象
在出土的石像中，她的造型多為骷髏臉孔、穿裙子、蛇形腰帶。

## 傳說
特諾奇蒂特蘭出土的西瓦特特奧石像頭上都刻有日期，阿茲特克人相信：西瓦特特奧會在這些日子裡，回到人間，綁架小孩。

## 参看
- 产女